# Lodbild

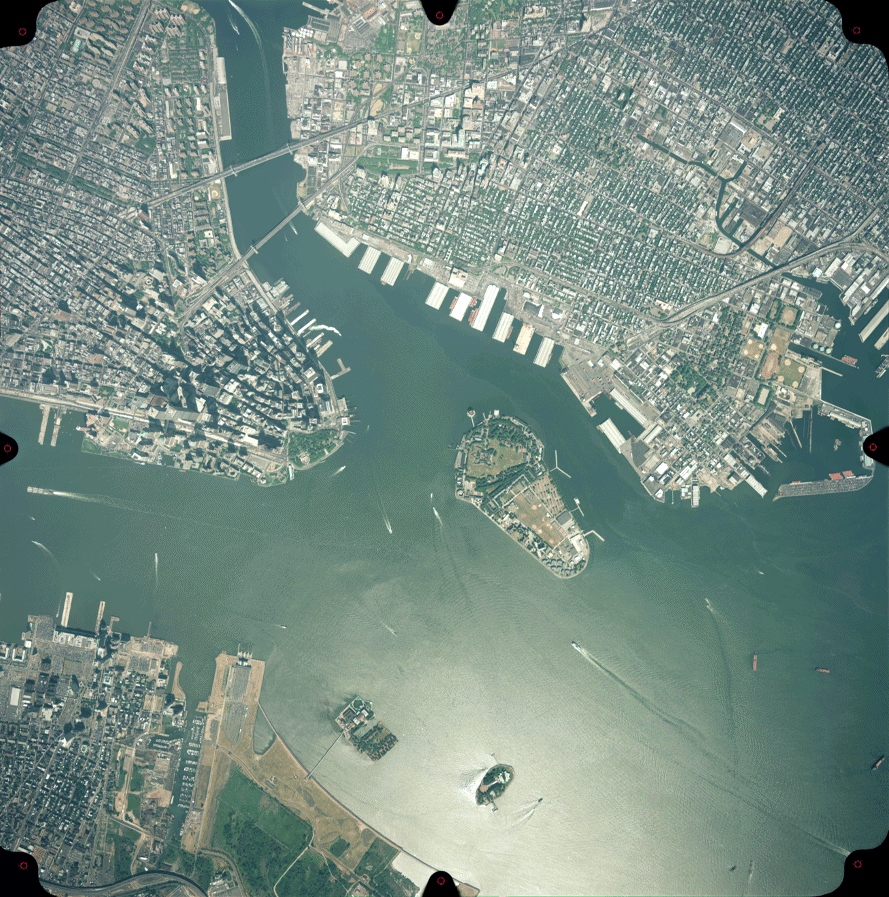
Lodbild över delar av New York.

En lodbild är en flygbild tagen lodrätt ned mot marken, oftast i syfte att användas för karteringsändamål.
Kameran avsedd för lodbildsfotografering är oftast en storformatskamera. De analoga kameror som tidigare användes brukade ha filmformatet 23 x 23 centimeter och brännvidden 15 centimeter. Numera används i princip uteslutande digitala kameror. Några tillverkares kameror har i samma kamerahus flera stora bildsensorer, vars bilder genom bildbehandling läggs ihop till en sammansatt bild.